# Кардано-аль-Кампо
Кардано-аль-Кампо (итал. Cardano al Campo) — город и коммуна в Италии, располагается в провинции Варесе области Ломбардия.
Население составляет 12 872 человека (на 2004 г.), плотность населения составляет 1342 чел./км². Занимает площадь 9 км². Почтовый индекс — 21010. Телефонный код — 0331.
Покровителем коммуны почитается святой Анастасий Персиянин, празднование 22 января.

## Города-побратимы
- Стильяно, Италия
- Сараус, Испания